# Valletta Football Club 2011-2012
Questa voce raccoglie le informazioni riguardanti il Valletta Football Club nelle competizioni ufficiali della stagione 2011-2012.

## Rosa
| N. |                         | Ruolo | Calciatore            |
| -- | ----------------------- | ----- | --------------------- |
| 1  | Malta (bandiera)        | P     | Yenz Cini             |
| 2  | Malta (bandiera)        | D     | Jonathan Caruana      |
| 3  | Malta (bandiera)        | D     | Ian Azzopardi         |
| 4  | Malta (bandiera)        | D     | Steve Borg            |
| 5  | Burkina Faso (bandiera) | D     | Saïdou Panandétiguiri |
| 7  | Malta (bandiera)        | A     | Gilbert Agius         |
| 10 | Malta (bandiera)        | D     | Roderick Briffa       |
| 9  | Malta (bandiera)        | A     | Michael Mifsud        |
| 8  | Malta (bandiera)        | C     | Edmond Agius          |
| 11 | Brasile (bandiera)      | A     | William Barbosa       |

| N. |                         | Ruolo | Calciatore              |
| -- | ----------------------- | ----- | ----------------------- |
| 13 | Italia (bandiera)       | D     | Filippo Pongiluppi      |
| 14 | Burkina Faso (bandiera) | C     | Ousseni Zongo           |
| 19 | Brasile (bandiera)      | C     | Denni                   |
| 20 | Malta (bandiera)        | C     | Roderick Bajada         |
| 21 | Nigeria (bandiera)      | A     | Alfred Effiong          |
| 23 | Argentina (bandiera)    | C     | Nahuel Politano Jimenez |
| 24 | Malta (bandiera)        | P     | Andrew Hogg             |
| 29 | Inghilterra (bandiera)  | P     | Matthew Towns           |
|    | Lettonia (bandiera)     | A     | Aleksandrs Čekulajevs   |
|    | Slovenia (bandiera)     | C     | Miha Robic              |

## Risultati

### Champions League
| Arbitro: | Muir |

|  |           |                                        |
|  | Marcatori | 43’ Denni 50’ Effiong 70’ (rig.) Agius |

| Arbitro: | Pashaj |

|                               |           |                 |
| Zammit 58’ (rig.) Barbosa 88’ | Marcatori | 21’ (rig.) Lisi |

| Arbitro: | Radovanović |

|                          |           |                                              |
| Mifsud 43’ Barbosa 90+1’ | Marcatori | 15’ Umeh 22’ Gleveckas 41’ (rig.) Radavičius |

| Arbitro: | Constantin |

|           |           |  |
| Dedura 5’ | Marcatori |  |